# El cuarto de Leo - La stanza di Leo
El cuarto de Leo - La stanza di Leo (El cuarto de Leo) è un film del 2009 diretto da Enrique Buchichio. La pellicola è stata presentata il 23 settembre al Festival Internazionale del Cinema di San Sebastián.

## Trama
Leo è un ragazzo universitario uruguaiano di origini italiane. Ha vent'anni e vive uno stato di infelicità: è fidanzato da sei mesi con una ragazza di nome Andrea, ma è insoddisfatto della sua relazione sentimentale, che sembra subire per volere lei. Nei momenti di intimità con la fidanzata non riesce ad eccitarsi. Trascura l'università. Per raggiungere la laurea dovrebbe solo scrivere la tesi, ma non ha idea di che argomento trattare e non ha alcuna voglia di studiare.
Nonostante la difficile situazione mentale, Leo rimane insensibile al consiglio di Andrea di rivolgersi ad uno psicologo. Di lì a breve, i due si molleranno. Intanto, il ragazzo da solo prova a ricercare la sua identità sessuale. Decide così di considerare quella parte di sé a cui prima non voleva dare ascolto. Il suo primo approccio verso i ragazzi avviene per il tramite di internet. Le sue prime esperienze sono fasulle ed è sempre più confuso.
Finalmente, inizia a consultare uno psicologo. Alle sedute racconta sé stesso e prova a ritrovarsi, ma le incertezze e la paura del coming out non gli permettono di essere davvero sincero.
Dopo una chiacchierata in chat, incontra Seba. I due si frequentano un po' e le cose sembrano prendere la piega giusta, ma Leo, ancora smarrito, teme di mostrare al mondo il proprio amore. Così, gli incontri con Seba avvengono sempre tra le quattro mura della sua stanza.
A complicare il quadro vi è l'incontro casuale con Caro, una sua vecchia compagna di classe. I due iniziano a frequentarsi un po'. Caro è psicologicamente fragile, vive una crisi depressiva causata dal rimorso di essere responsabile della tragica morte del nipote e nonostante l'amicizia, tace questo problema all'amico. Rimane attanagliata dai suoi problemi, ma inizia ad innamorarsi di Leo che però la respinge. Di conseguenza, la ragazza peggiora e si chiude nella sua stanza destando preoccupazione tra amici e parenti.
Leo, intanto, è sempre più confuso e si allontana da entrambi. Grazie all'aiuto della madre, che capisce la crisi d'identità del figlio, dopo avere udito un messaggio di Seba sulla segreteria telefonica, Leo riuscirà a ritrovare un po' di fiducia in sé stesso e, nonostante il timore di una condanna morale, si apre allo psicologo e decide così di raccontargli la sua storia d'amore con Seba. Lo psicologo lo rinfranca poiché comprende che finalmente Leo è sulla strada giusta per ritrovarsi.
Grazie alle energie ritrovate, Leo trova la forza di indagare sul problema di Caro. Così scopre che il tutto nasce dalla sorella di Caro, Alicia, che vede in lei la responsabile della tragica morte del figlio. Per effetto dell'intervento di Leo, dopo lungo tempo, le due sorelle torneranno a comunicare tra loro. Leo nel frattempo riesce ad accettarsi.